# Vauriella
Vauriella là một chi chim trong họ Muscicapidae.

## Các loài
- Vauriella gularis (Sharpe, 1888)
- Vauriella albigularis (Bourns y Worcester, 1894)
- Vauriella insignis (Ogilvie-Grant, 1895)
- Vauriella goodfellowi (Ogilvie-Grant, 1905)